# チンチラ地方
チンチラ地方（英:Chinchilla）はオーストラリア、クイーンズランド州、西サザン・ダウンズ市周辺の町のこと。 2021年国勢調査では、チンチラ地方の人口は7068人だった。
また、チンチラはオーストラリアのメロンの特産地として知られている。それと、2年に一度、2月にメロンフェステバルという祭りが開催される。

## 地理
この町はブリスベンから西北西に約300キロメートル (190 mi)先に位置している。

## 歴史
バランガム語（Barunggam, Barunggam Parrungoom, Murrumgamaとも）は、バランガム族が話すオーストラリアのアボリジニ語である。バランガム地域は、ウェスタン・ダウンズ地域評議会の自治体境界内域、特にドルビー、タラ、ジャンドワエ、そして西のチンチラ方面をふくむ。
町の名は探検家でもあり、博物学者であるルードヴィヒ・ライヒハルトによって名付けられており、名前の由来はアポリジニ語のヒノキを表す「tintinchilla」または「jinchilla」に由来する。
町が誕生したのは1877年のことであった。鉄道がトゥーンバやドルビーからダーリング・ダウンズの西に進むにつれ、チャーリーズ・クリークのほとりに仮設の建設キャンプが設けられ、それが町へと発展していった。

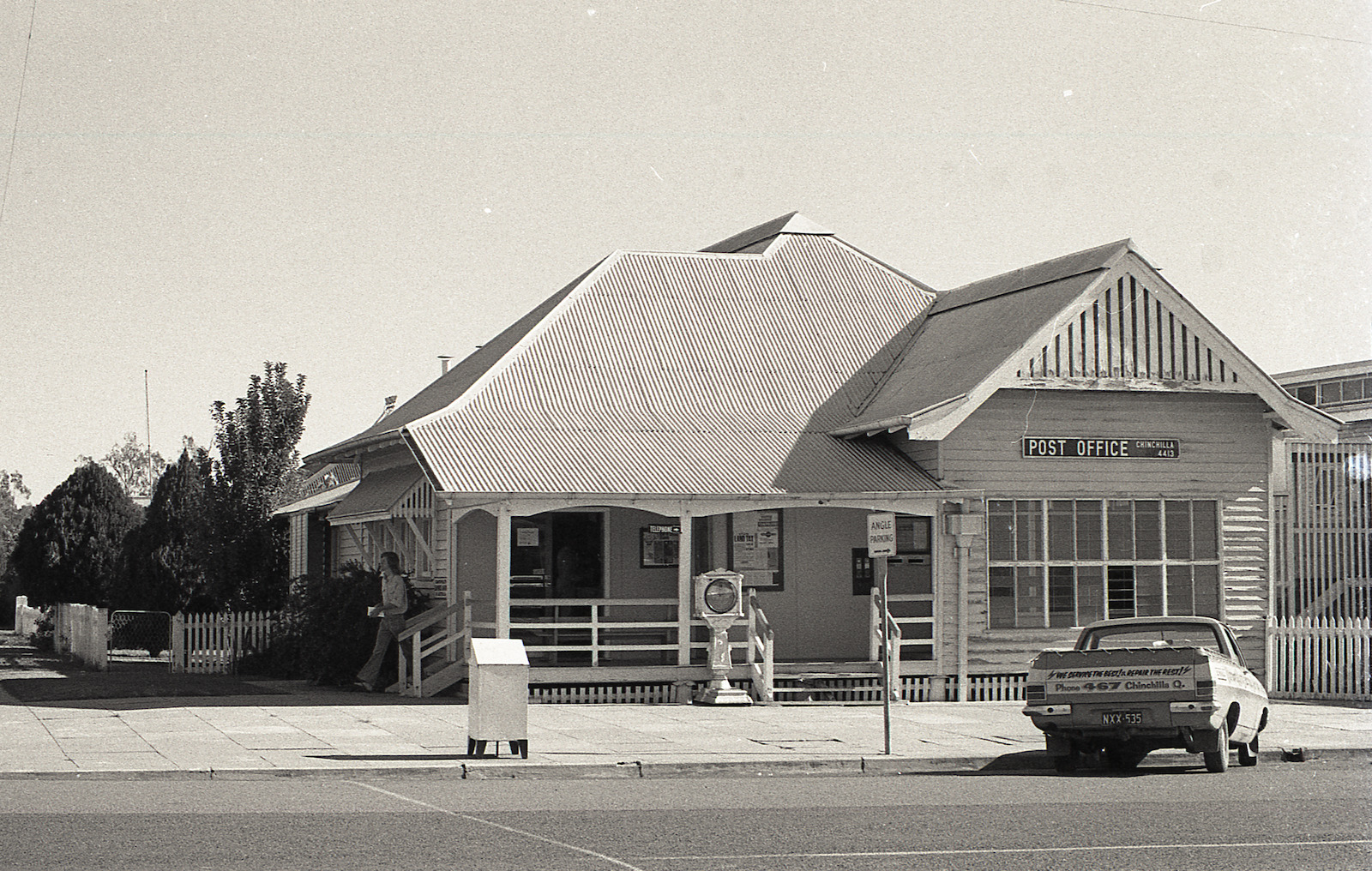
チンチラの郵便局（Queensland,1975）

チンチラ郵便局は1878年1月3日に設置された。